# Trichobius machadoallisoni
Trichobius machadoallisoni är en tvåvingeart som beskrevs av Pablo C. Guerrero 1998. Trichobius machadoallisoni ingår i släktet Trichobius och familjen lusflugor. Inga underarter finns listade i Catalogue of Life.